# Абдрахманов, Сауытбек Абдрахманович
Сауытбек Абдрахманович Абдрахманов (род. 7 ноября 1951 Казыгуртский район, Южно-Казахстанская область) — казахстанский государственный деятель, журналист, министр информации Республики Казахстан (2003—2004).

## Биография
Родился 7 ноября 1951 года в Казыгуртском районе Южно-Казахстанской области. Происходит из племени Сарыуйсын.
По образованию — журналист, окончил Казахский национальный университет (в то время Казахский государственный университет им. С. М. Кирова).
В 1975—1987 годах — корреспондент, заведующий отделом газеты «Социалистик Казахстан». В 1987—1990 годах — инструктор, заведующий сектором ЦК Компартии Казахстана. В 1990—1991 годах — советник Президентского совета РК. В 1991—1995 годах — старший референт, заместитель, первый заместитель, заведующий отделом внутренней политики аппарата Президента и Кабинета Министров РК. С 1995 года по 1997 год — первый заместитель министра культуры РК. С 1997 года по 2000 год — первый вице-президент Республиканской корпорации «Телевидение и радио Казахстана». С декабря 2000 года — президент АО «Республиканская газета „Егемен Казахстан“».
14 сентября 2003 года Указом Президента Республики Казахстан Абдрахманов Сауытбек назначен Министром информации Республики Казахстан, был в этой должности до 2004 года. С июля 2004 года — снова президент АО «Республиканская газета „Егемен Казахстан“».
По состоянию на 2014 год является президентом республиканской газеты «Егемен Казакстан».
С 22 марта 2016 года — Депутат Мажилиса Парламента Республики Казахстан VI созыва. Избран Ассамблеей народа Казахстана. Руководитель депутатской группы Ассамблеи народа Казахстана в Мажилисе Парламента Республики Казахстан.
Автор книг «Біздің Пушкин» (1999), «Тәуелсіздік шежіресі» (2001), «Азамат күнтізбесі» (2002), «Елдік сыны» (2003) и других. Автор документальных фильмов «Париж. ЮНЕСКО. Ауезов», «Мәңгілік мұрат» и других. Перевёл на казахский язык произведения В. Солоухина.
Кандидат филологических наук, член Национальной Комиссии Республики Казахстан по делам ЮНЕСКО и ИСЕСКО.

## Награды
- 1982 — Премия Союза журналистов Казахстана
- 1998 — Почётное звания «Қазақстанның еңбек сіңірген қызметкері» (Заслуженный работник Казахстана)[1].
- 1998 — Медаль «Астана»
- 2000 — Премия Президента Республики Казахстан в области средств массовой информации —  за цикл статей о духовных и культурных ценностях народов Казахстана и творческом наследии А.С. Пушкина[5]
- 2002 — Медаль «10 лет независимости Республики Казахстан»
- 2005 — Орден Парасат
- 2006 — Звания «Журналист года Казахстана»
- 2006 — Медаль Российской Академии искусства слова «Ревнителю просвещения»
- 2008 — Медаль «За труд и доблесть» (25 февраля 2008 года, Украина) — за значительный личный вклад в укрепление дружбы между народами Украины и Казахстана, развитие украинско-казахстанского сотрудничества[6][7]
- 2011 — Звания «Заслуженный деятель Казахстана» (Қазақстанның еңбек сіңірген қайраткері)
- 2014 — Почётный знак «За заслуги в развитии печати и информации» (27 ноября 2014 года, Межпарламентская ассамблея СНГ) — за значительный вклад в формирование и развитие общего информационного пространства государств — участников Содружества Независимых Государств, реализацию идей сотрудничества в сфере печати и информации[8][9]
- 2015 — Золотая медаль Ассамблеи народа Казахстана «Бірлік»
- 2016 — Медаль «Культегин»[10]
- 2016 — Медаль «25 лет независимости Республики Казахстан»
- 2018 — Медаль «20 лет Астане»
- 2017 (27 марта) — Медаль «МПА СНГ. 25 лет» (Межпарламентская ассамблея СНГ) — за заслуги в деле развития и укрепления парламентаризма, за вклад в развитие и совершенствование правовых основ функционирования Содружества Независимых Государств, укрепление международных связей и межпарламентского сотрудничества[11].
- 2019 — Орден «Барыс» 1 степени[12]
- 2020 — Юбилейная медаль «25 лет Конституции Казахстана»
- Награждён Благодарственным письмом Президента Республики Казахстан с вручением нагрудного знака и др.
- 2020 (8 декабря) — Государственная премия Республики Казахстан в области литературы и искусства имени Абая за исследование «Абыз Әбіш»[13]
- 2024 (12 апреля) — Орден «Достук» (Кыргызстан) — за большой вклад в социально-экономическое развитие Кыргызской Республики и укрепление сотрудничества между Кыргызской Республикой и Республикой Казахстан[14][15]

## Семья
Женат, имеет двоих сыновей, двоих дочерей.